# Челябметрострой
Челябметрострой (официально — ОАО «Челябметрострой») — генподрячик строительства метрополитена в Челябинске. Открытое акционерное общество «Челябметрострой» создано в период 1999—2000 годов тремя учредителями — администрациями Челябинской области (доля акций 51 процент), администрацией города Челябинска (24 процента акций) и Федеральным государственным унитарным предприятием «Управление строительства № 30» (25 процентов акций) с целью продолжения строительства Челябинского метрополитена.
Организация осуществляет подземные работы по прокладке тоннелей метро, а станции будут строиться субподрядными организациями.

## История
В конце 2013 года стало известно о продаже 70% пакета акции ПАО «Челябметрострой» московской компании "Инвестиционная транспортно-строительная компания". 
В 2014 году ПАО «Челябметрострой» сменило руководство. Новым директором стал бывший заместитель главного инженера компании Валерий Мочалкин. 
В июле 2017 года ПАО «Челябметрострой» получило лицензию на осуществление деятельности, связанной с обращением взрывчатых веществ промышленного назначения. 
В январе 2018 года стало известно о заключении контракта между ПАО «Челябметрострой» и администрацией города, благодаря которому будет выделено несколько сотен миллионов рублей на содержание недостроенного метро в Челябинске. 
В апреле 2021 года Арбитражным судом было получено заявление о признании банкротом компании «Челябметрострой». Размер исковых требований составляет 1,6 млн рублей.
В июле 2022 года СУ СКР по Челябинской области возбудило уголовное дело в отношении неустановленных должностных лиц АО «Челябметрострой». Дело было возбуждено по ст. 199.2 УК РФ.